# Tattershall Castle (Lincolnshire)
Tattershall Castle er en middelalderborg i Tattershall, Lincolnshire, England, der ligger omkring 19 km nordøst for Sleaford. 
Tattershall Castle kan føres tilbage til enten en stenborg eller en befæstet herregård opført af Robert de Tattershall i 1231. Den blev genopført i mursten og udvidet af Ralph Cromwell, 3. Baron Cromwell, Treasurer of England, mellem 1430 og 1450. Der blev brugt omkring 700.000 mursten til byggeriet, og den er blevet beskrevet som "det flotteste eksempel på middelalderligt murearbejde i England".
Siden 1925 har den været drevet af National Trust.
Det er en listed building af første grad.